# 特雷邦 (塔恩省)
特雷邦（法語：Tréban，法語發音：[tʁebɑ̃]）是法国奥克西塔尼大区塔恩省的一个市镇，属于阿尔比区。

## 地理
特雷邦（44°5'39"N, 2°20'39"E）面积3.17 平方千米，位于法国奧克西塔尼大區塔恩省，该省份为法国南部内陆省份，北起顺时针与阿韦龙省、埃罗省、奥德省、上加龙省和塔恩-加龙省接壤。
与特雷邦接壤的市镇（或旧市镇、城区）包括：维欧尔河畔圣瑞斯特、拉卡佩勒皮内、莱达和庞蒂耶、蒙托里奥勒、塔尼。

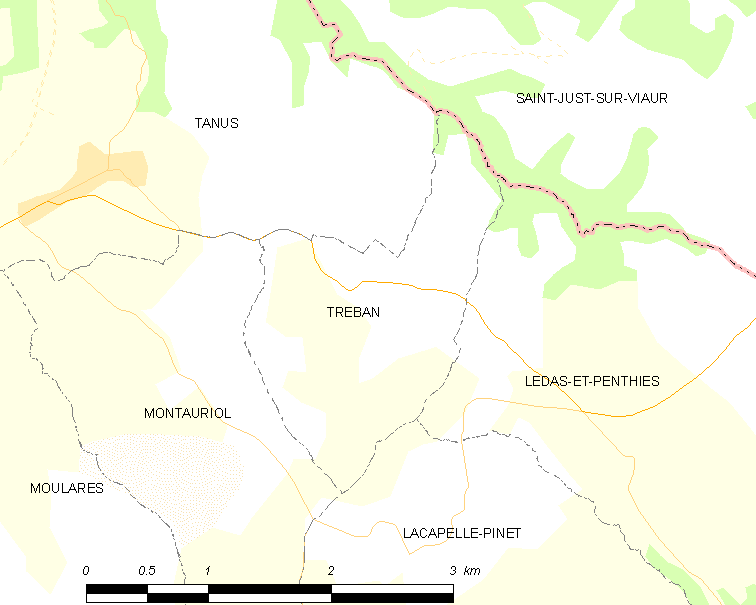
的OSM定位图

特雷邦的时区为UTC+01:00、UTC+02:00（夏令时）。

## 行政
特雷邦的邮政编码为81190，INSEE市镇编码为81302。

## 政治
特雷邦所属的省级选区为卡尔莫第一县。

## 人口

1962-2008年间人口变化图示

特雷邦于2022年1月1日时的人口数量为58人。